# NGC 115
NGC 115 là một thiên hà xoắn ốc nằm trong chòm sao Ngọc Phu.
Nó được phát hiện bởi nhà thiên văn học người Anh, John Herschel, vào ngày 25 tháng 9 năm 1834.
Thiên hà cách Trái Đất khoảng 85 triệu năm ánh sáng và có đường kính khoảng 50.000 năm ánh sáng, gần bằng một nửa kích thước của thiên hà nhà chúng ta, Dải Ngân hà.